# 미스터 프레지던트
미스터 프레지던트(영어: Mr. President)는 김형석이 2017년 9월 문재인 대통령을 위해 헌정한 곡으로, 공식적으로는 2017년 11월부터 문재인 대통령이 공식 행사에 입장할 때 사용되고 있다.

## 개요
2017년 9월 11일 김형석이 자신의 페이스북과 인스타그램 페이지에 총보를 공개했다. 이후 9월 14일 KBS 음향악단의 연주로 음원이 녹음되었다.
김형석은 "대통령 취임 이후 기념식과 행사를 지켜보다가, 해외에서는 대통령이 입장하고 퇴장할 때 대통령을 상징하는 별도의 음악이 있는 것에 비해 우리나라에서는 한 나라의 대통령을 상징하는 곡이 없는 것이 안타까웠다"면서 "우리나라 대통령이 멋져보이는 시그널이 있으면 좋겠다는 생각을 가지고 한 명의 작곡, 음악인으로서 대통령께 대한 애정과 존경을 담아" 작곡했다고 밝혔다.
미스터 프레지던트는 오케스트라 곡으로 작곡됐다. 제1동기는 김형석씨가 대한민국 19대 대선 당시 문재인 후보를 위해 작곡한 hey, 든든씨에서 따 왔으며, 믹솔리디아 선법(제7선법)에 따른 코드를 사용하고, 금관을 주로 사용해 웅장함과 화려함을 느낄 수 있도록 하고, 제2동기 부분에서는 목관악기와 현악기를 강조해 섬세함을 통한 감동적 표현에 초점을 두었다. 또한 행사 상황에 맞춰 30초부터 길게는 4분 정도까지 연주할 수 있도록 했다.
이 작품의 초연이 이루어진 것은 2017년 8월 15일 광복절 기념식이며, 이어 같은해 9월 27일 국군의 날 기념식,, 10월 20일 제 98회 전국체전 개막식 등에서도 연주되었으나, 공식적인 연주로는 2017년 11월 7일 도널드 트럼프 미국 대통령의 한국 방문 공식환영식에서 처음 연주된 것으로 보도되었다. 이후 같은 달 14일 개최된 필리핀 교민 공동간담회, 2018년 동계 올림픽과 2018년 동계 패럴림픽의 개막식과 폐막식, 삼일절 기념식 등 거의 대부분의 대통령 참석 행사에서 대통령이 입장할 때 연주되고 있다.